# Leptosphaerulina polyphragmia
Leptosphaerulina polyphragmia är en lavart som beskrevs av Andrea Nograsek. Leptosphaerulina polyphragmia ingår i släktet Leptosphaerulina, och familjen Didymellaceae. Arten är reproducerande i Sverige.